# تسويوشي هامادا
تسويوشي هامادا (باليابانية: 浜田剛史) مواليد 29 نوفمبر 1960 في أوكيناوا، اليابان، هو ملاكم محترف ياباني معتزل كان يصنف ضمن فئة وزن خفيف الوسط بدأ مسيرته الاحترافية سنة 1979. حقق بطولة المجلس العالمي للملاكمة.

## إحصائيات
خاض خلال مسيرته 24 نزالا، فاز في 21 وخسر في 2. فاز بالضربة القاضية في 19 نزالا.

## روابط خارجية
- تسويوشي هامادا على موقع بوكس ريك (الإنجليزية) (registration required)